# Jo Van Fleet
Jo Van Fleet (Oakland (Californië), 30 december 1915 – New York, 10 juni 1996) was een Amerikaanse actrice.
Van Fleet begon haar carrière in het theater op Broadway. Ze speelde daar enkele jaren en won in 1954 een Tony Award voor haar rol in het door Horton Foote geschreven stuk The Trip to Bountiful, waarin ze een onsympathiek personage speelde. In dit stuk speelde ze samen met Lillian Gish en Eva Marie Saint.
Haar eerste filmrol was die van moeder van James Dean in de film East of Eden uit 1955. Voor deze rol kreeg ze een Oscar voor beste vrouwelijke bijrol. Hierna speelde ze sporadisch in films, zoals The Rose Tattoo, I'll Cry Tomorrow (beiden uit 1955), The King and Four Queens (1956), Gunfight at the O.K. Corral (1957), Wild River (1960), Cool Hand Luke (1967) en I Love You, Alice B. Toklas! (1968). Ze heeft een ster in de Hollywood Walk of Fame.
Van Fleet was, sinds 1946 tot zijn dood in 1990, getrouwd met William Bales. Ze was moeder van Michael Bales. Ze stierf op 80-jarige leeftijd op 10 juni 1996 in Yamaica, een wijk van Queens, New York.